# نورمان وير
نورمان وير (بالإنجليزية: Norman Weir)‏ هو عسكري نيوزيلندي، ولد في 6 يوليو 1893 في كرايستشرش في نيوزيلندا، وتوفي في 11 يوليو 1961 في هاميلتون في نيوزيلندا.